# Розсвіт (Белебеївський район)
Розсві́т (рос. Рассвет, башк. Рассвет) — присілок у складі Белебеївського району Башкортостану, Росія. Входить до складу Розсвітівської сільської ради.
Населення — 277 осіб (2010; 333 в 2002).
Національний склад:
- росіяни — 34 %